# Fw 189 (航空機)
Fw 189V-1 原型初号機
- 分類：偵察機
- 製造者：フォッケウルフ社
- 運用者

  -  ドイツ国（ドイツ空軍）
  -  ハンガリー
  -  ノルウェー
  -  ルーマニア
  -  スロベニア
- 初飛行：1938月7月
- 生産数：864機
- 運用開始：1941年9月

Fw 189 は第二次世界大戦時のドイツ空軍で使用された偵察機である。

## 概要
1937年にドイツ航空省から出された短距離偵察機の仕様の基づいてフォッケウルフ社で開発されたのが、Fw 189 「Uhu ウーフー （ワシミミズク）」である。また本機の名称を「Eule オイレ （フクロウ目の鳥類の総称）」とする別の説もある。ソ連の赤軍でのニックネームは「空飛ぶ額縁」であった。
本機は双胴式の双発機で、低速でも安定した飛行性能を示した。中央部にある胴体（キャビン）は前部、後部ともガラス張りの部分を多くとっており、3名の乗員はいずれも広い視界を得ることができた、
1938年7月に試作機が初飛行し、同時期に開発されたブロームウントフォス BV 141との比較審査になった。全般的な性能はBV 141がやや優れていたものの、本機の方が短距離偵察機として採用されることになった。これは、フォッケウルフ社の政治力が物を言ったせいもあるが、本機が双発のため、片方のエンジンが被弾した場合でも生還率が高いと考えられたことと、本機の方がより汎用性があることが評価されたことが採用の理由だった。
1940年から部隊配備が開始され、あらゆる戦線で、偵察、連絡、地上攻撃などの用途で使用された。中には、レーダーを搭載した夜間戦闘機仕様も製作されている。特に東部での対ソ連軍用に重用され、地上部隊の「フライング・アイ」として地味ながら活躍した。1944年までに各型864機が生産された。

## 型式・派生型
A型
偵察機型の主量産型。A-1型およびA-2型が主に生産された。2基のアルグス As 410レシプロエンジンを搭載。
A-0
評価試験用の先行量産型、10機製造。
A-1
初期の量産型。キャビン後部および上面で使用可能なMG 15 2丁、左右の主翼付け根に内蔵されたMG 17 2丁、50kg爆弾4発搭載。Rb 20/30 または Rb 50/30 偵察用カメラを搭載。
A-1 Trop
熱帯地域向けにエアフィルター等の改修を行ったもの。A-1から改造された。
A-1/U2
VIP輸送型。
A-1/U3
VIP輸送型。
A-2
後期の量産型で、キャビン後部の2丁のMG 15を2連装MG 81に換装。
A-3
A-2を熱帯地域向けに改修したもの。
A-4
軽対地攻撃型。両翼付け根のMG 17をMG151 20mm機関砲に換装し、装甲強化を行ったもの。生産数は不明。
B型
5人乗りの練習機型で、13機製造された。A型とはキャビン形状が大きく異なる。
B-0
評価試験用の試作機、3機製造。
B-1
練習機としての量産型、10機製造。
C型
重装甲の近接支援用対地攻撃機として2機試作されたが性能不十分と判断され、対抗馬のヘンシェル Hs 129が採用された。
D型
B型にフロートを装着した水上練習機として計画されたが、生産されていない。
E型
エンジンをノーム・ローヌ 14Mに換装した型。試作のみ。
F-1
エンジンをアルグス As 411に換装した型。計画のみ。
F-2
エンジンをアルグス As 411に換装し、電動式ランディングギア搭載・燃料積載量の増大・装甲強化などを施した型。計画のみ。

## スペック
- 全長： 12.02 m
- 全幅： 18.39 m
- 全高： 3.10 m

Fw-189A-1

- 翼面積： 38.00 m2
- 全備重量： 3,945 kg
- 自重： 2,800 kg
- エンジン： アルグス As 410A-1 空冷12気筒 465 hp × 2
- 最大速度： 349 km/h（2600 m)
- 上昇限度： 7300 m
- 航続距離： 670 km
- 武装
  - 7.92 mm機銃 × 4
  - 爆弾 200 kg
- 乗員： 3 名